# Capitaine King
Pour plus de détails, voir Fiche technique et Distribution.
Capitaine King (titre original : King of the Khyber Rifles) est un film américain réalisé par Henry King, sorti en 1953. Il est l'un des premiers tournés en Technicolor et CinemaScope.
Il s'agit d'un remake du film de John Ford, La Garde noire (1929).

## Synopsis
Alan King, dont le père était un officier britannique et la mère une indienne musulmane, est un officier brillant mais aussi un métis, ce qui l'exclut de la bonne société anglaise. Orphelin très jeune, il a été élevé avec Karram Khan qui devient un chef rebelle contre les Britanniques et cherche à fédérer les tribus le long de la frontière. King se voit confier un régiment d'élite composé de soldats musulmans. Au fort, la fille du général tombe amoureuse de lui, l'idylle paraît impossible à Alan qui propose de se sacrifier en tuant Karram Khan. Il échoue mais repart avec ses soldats à l'assaut du camp de Khan dans les montagnes. Khan est tué, Alan revient au fort en héros.

## Fiche technique
- Titre : Capitaine King
- Titre original : King of the Khyber Rifles
- Réalisation : Henry King
- Scénario : Ivan Goff, Ben Roberts, Harry Kleiner, librement inspiré du roman éponyme de Talbot Mundy (1916)
- Photographie : Leon Shamroy
- Montage : Barbara McLean
- Musique : Bernard Herrmann
- Décors : Paul S. Fox, Walter M. Scott
- Costumes : Travilla
- Direction artistique : Maurice Ransford, Lyle R. Wheeler
- Production : Frank P. Rosenberg
- Société de production : 20th Century Fox
- Société de distribution :
- Pays d'origine :  États-Unis
- Langue originale : anglais américain
- Format :
- Genre : aventure historique
- Durée : 100 min
- Date de sortie : 
  - États-Unis : 22 décembre 1953

## Distribution
- Tyrone Power (VF : Roger Rudel) : Capitaine Alan King
- Terry Moore (VF : Claude Winter) : Susan Maitland
- Michael Rennie (VF : Marc Valbel) : le brigadier Général J. R. Maitland
- John Justin : Lieutenant Geoffrey Heath
- Guy Rolfe (VF : Claude Péran) : Karram Khan
- Richard Wyler (VF : Michel François) : lieutenant Ben Baird
- Murray Matheson (VF : Pierre Leproux) : le major Ian MacAllister
- Frank DeKova : Ali Nur
- Argentina Brunetti (VF : Lita Recio) : Lali
- Richard Stapley : lieutenant Ben Baird

Acteurs non crédités
- Lal Chand Mehra : le chef de tribu
- Alberto Morin : Rahim Bey
- Gavin Muir : Major Lee
- Gilchrist Stuart : l'officier de semaine
- Patrick Whyte (VF : Lucien Bryonne) : lieutenant White